# Fluticazona propionat

Fluticazona propionat este un medicament steroidian. Când este inhalat, este utilizat pentru gestionarea pe termen lung a astmului și BPOC. În nas, este utilizat pentru rinită alergică și polipi nazali. Poate fi folosit și pentru ulcerele bucale. Funcționează prin reducerea inflamației.
Efectele secundare comune când este inhalat includ infecții ale tractului respirator superior, sinuzită, candidoză și tuse. Efectele secundare comune când este utilizat în nas includ epistaxis și durere în gât.
Fluticazona propionat a fost brevetat în 1980 și aprobat pentru utilizare medicală în 1990. Este disponibil ca medicament generic. În 2020, fluticazona a fost cel de-al 23-lea medicament prescris cel mai frecvent în Statele Unite, cu mai mult de 24 de milioane de prescripții.

## Utilizări medicale
Fluticazona propionat este utilizată prin inhalare cu pulbere sau aerosol pentru profilaxia astmului. Spray-ul nazal este utilizat pentru prevenirea și tratamentul rinitei alergice. Picăturile nazale sunt utilizate în tratamentul polipilor nazali. Spray-ul nazal poate fi, de asemenea, folosit în gură pentru ulcere bucale.
Fluticazona propionat în formă topică poate fi utilizată pentru tratarea afecțiunilor pielii, cum ar fi eczema, psoriazis și erupțiile cutanate.

## Efecte adverse
Dacă este administrat corect, spray-ul nazal și inhalatorul oral au mai puține efecte secundare corticosteroide decât formularea de tabletă, deoarece limitează absorbția sistemică (sanguină). Cu toate acestea, absorbția sistemică nu este neglijabilă chiar și cu administrare corectă. Folosirea spray-ului sau inhalatorului la doze mai mari decât cele recomandate sau împreună cu alte corticosteroizi poate crește riscul de efecte secundare corticosteroide sistemice grave. Aceste efecte secundare includ sistem imunitar slăbit, creșterea riscului de infecții sistemice, osteoporoză și creșterea presiunii oculare.

## Spray nazal
Efectele secundare comune pot include iritarea nazală (arsuri, înțepături, sângerare), dureri de cap, disconfort stomacal (grețuri, vărsături) și diaree. Efectele secundare rare includ infecții (indicate prin febră, durere de gât și tuse), probleme de vedere, umflarea severă, voce răgușită și dificultăți la respirație sau înghițire.

## Inhalat
Efectele secundare comune pot include infecții ale tractului respirator superior, iritarea gâtului, candidoza bucală, tuse și dureri de cap. Efectele secundare rare includ vânătăi, umflarea feței/gâtului, depresie, oboseală și dificultăți la respirație.

## Farmacologie
Propionatul de fluticazonă este un agonist puternic și selectiv la receptorul glucocorticoid, cu o activitate neglijabilă asupra receptorilor androgeni, estrogeni sau mineralocorticoizi, producând astfel efecte antiinflamatorii și de vasoconstricție. Acesta a demonstrat că are o gamă largă de efecte inhibitorii asupra mai multor tipuri de celule (de exemplu, celulele mast, eozinofile, neutrofile, macrofage și limfocite) și mediatorii (de exemplu, histamina, eicosanoidele, leukotrienele și citokinele) implicați în inflamație. Propionatul de fluticazonă este indicat să exercite un efect topic asupra plămânilor fără efecte sistemice semnificative la dozele obișnuite, datorită biodisponibilității sale sistemice scăzute.

## Interacțiuni
Propionatul de fluticazonă este metabolizat de CYP3A4 (citocrom P450 3A4) și s-a demonstrat că interacționează cu inhibitori puternici ai CYP3A4, cum ar fi ritonavirul și ketoconazole.
Ritonavirul este un medicament comun utilizat în tratamentul HIV. Administrarea concomitentă a ritonavirului și a propionatului de fluticazonă poate duce la creșterea nivelurilor de fluticazonă din organism, ceea ce poate duce la sindromul Cushing și insuficiența suprarenalelor.
Ketoconazol, un medicament antifungic, a demonstrat, de asemenea, că crește concentrația de fluticazonă, conducând la efecte secundare sistemice ale corticosteroizilor.